# Lonchophylla mordax
Lonchophylla mordax es una especie de murciélago de la familia Phyllostomidae.

## Distribución geográfica
Se encuentra en América del Sur y América Central. En Brasil, Colombia, Costa Rica, Ecuador y Panamá.